# 황소비단그물버섯
황소비단그물버섯(Jersey cow mushroom or bovine bolete)은 비단그물버섯과에 속하는 버섯이다. 유럽과 아시아에서 흔히 자라며 북아메리카와 오스트레일리아에서는 외래종이다. 1753년 칼 폰 린네는 이 버섯을 그물버섯속으로 분류하였으나 1806년 앙리 프랑수아 안느 드 루셀이 지금의 비단그물속으로 재분류하였다. 식용 버섯이지만 재배하지는 않는다.
구과식물의 자생지나 소나무 등이 조림된 숲에서 자란다. 나무의 뿌리에 착근하여 공생하며 가끔 큰마개버섯과 함께 무리지어 자란다. 포자는 땅에 넓게 퍼지는데 이 때 땅에 떨어진 나무 열매의 껍질에 묻는다. 포자에서 발아한 균사는 무리를 지어 균환 덩어리를 만들고 여기서 자실체가 나와 버섯이 외부에서 보이게 된다. 소나무 등의 뿌리에 착근하여 생활하기 때문에 착근한 나무의 수종, 연령 등과 주변 환경의 영향을 크게 받는다. 포자는 올리브색의 길쭉한 타원형으로 긴쪽이 6.5-10 µm, 짧은 쪽은 3-3.5 µm이다.
갓의 크기는 3-10 cm 정도로 담황색 또는 갈색을 띈다. 포자가 맺히는 주름은 노란빛을 띄며 갓을 포함한 자실체 전체가 담황색으로 점성이 있다.
따로 재배를 하지는 않는 버섯이지만 2019년 균사 접종을 통한 재배 실험이 있었다.
황소비단그물버섯은 대한민국 환경부가 지정한 기후변화 지표종이다.